# Biserica de lemn din Obogeni

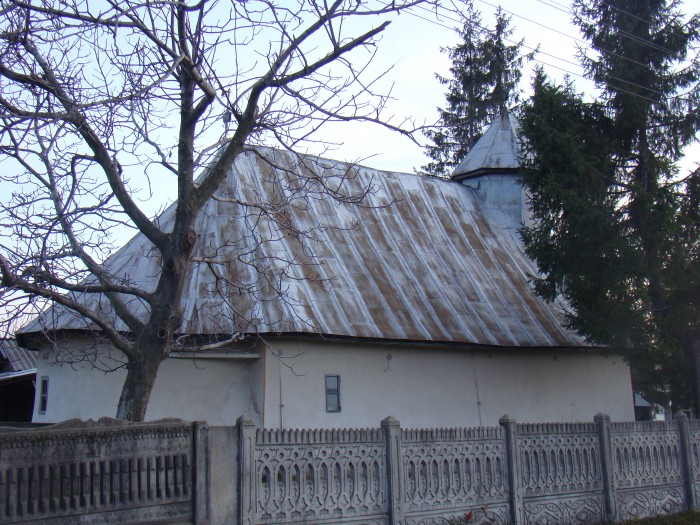
Vedere de ansamblu asupra bisericii

Biserica de lemn din Obogeni se află situată în satul omonim ce aparține administativ de comuna Stoilești. A fost ridicată în secolul al XIX-lea (1830) și poartă hramul „Intrarea în Biserică“. Este monument istoric cu codul cod LMI VL-II-m-B-09839.

## Imagini

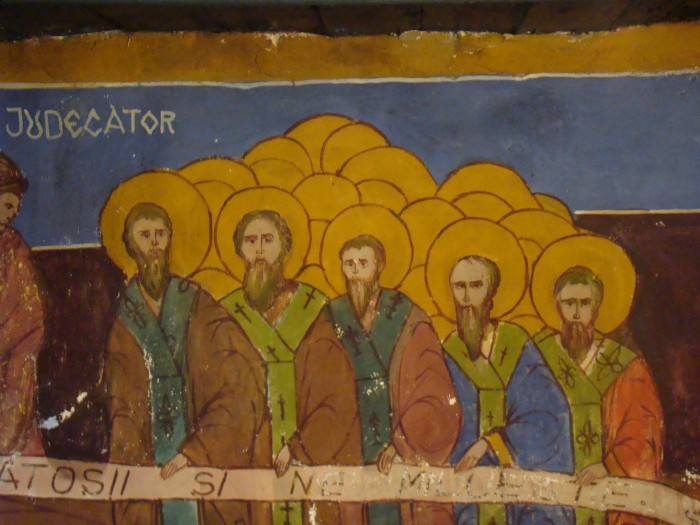
Detaliu al picturii de pe peretele sudic
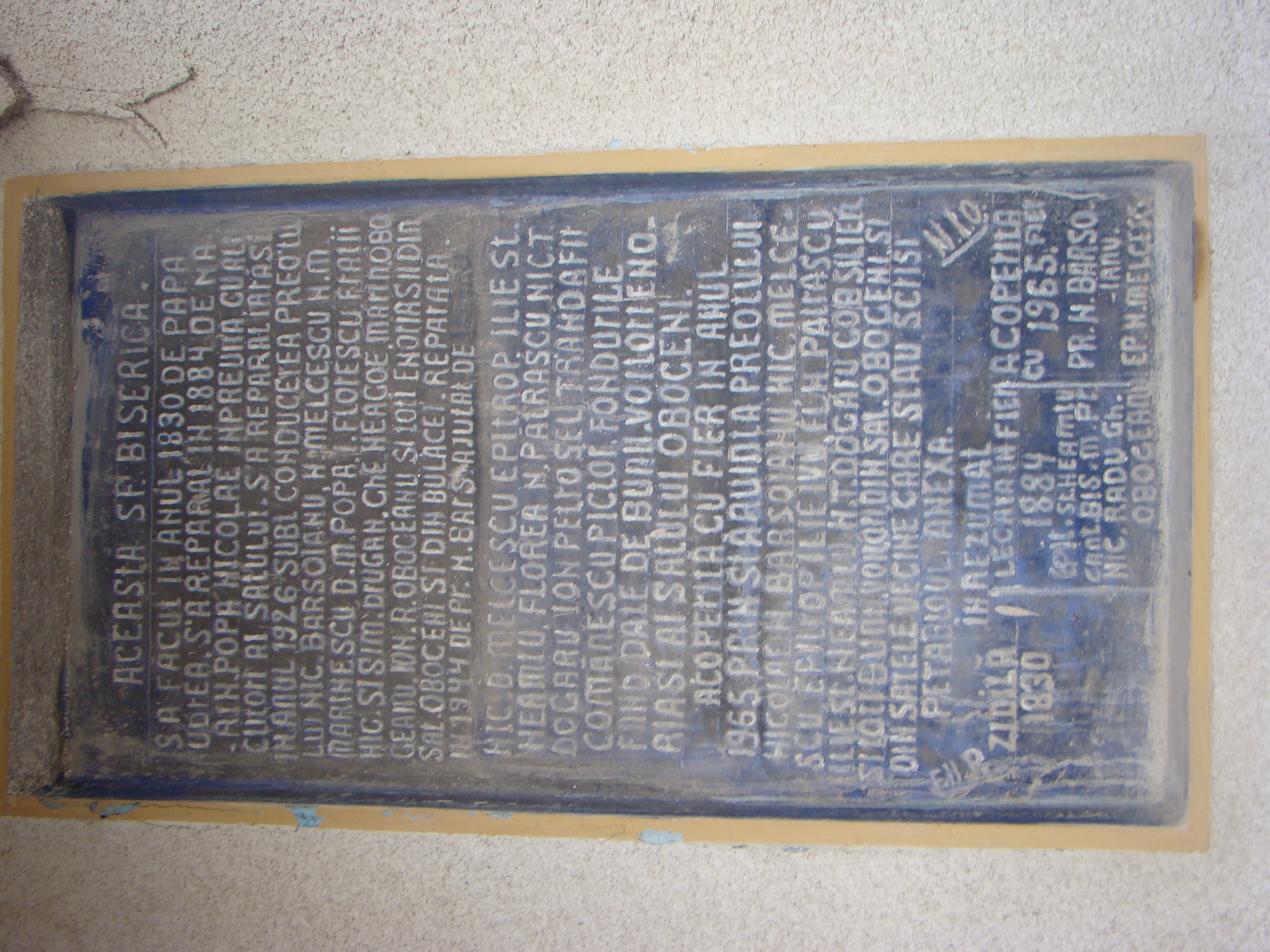
Pisania bisericii
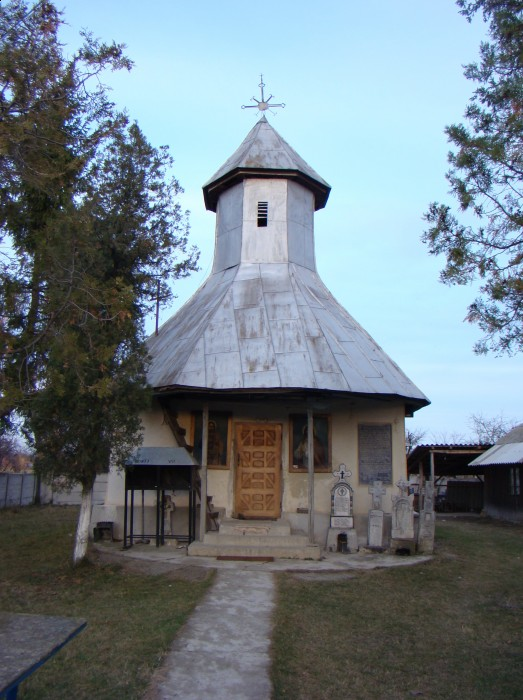
Faţada vestică a bisericii
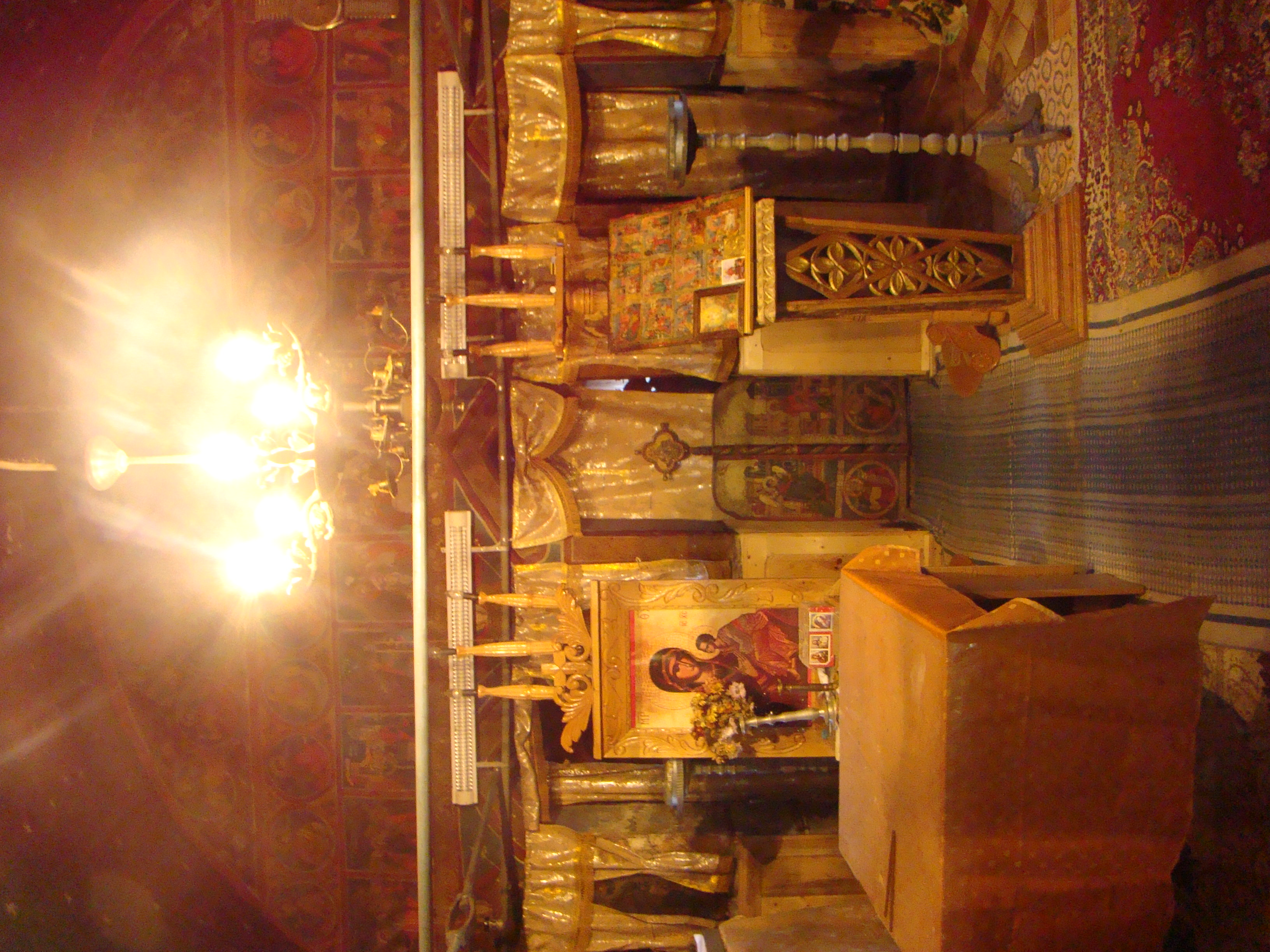
Vedere dinspre naos spre iconostas
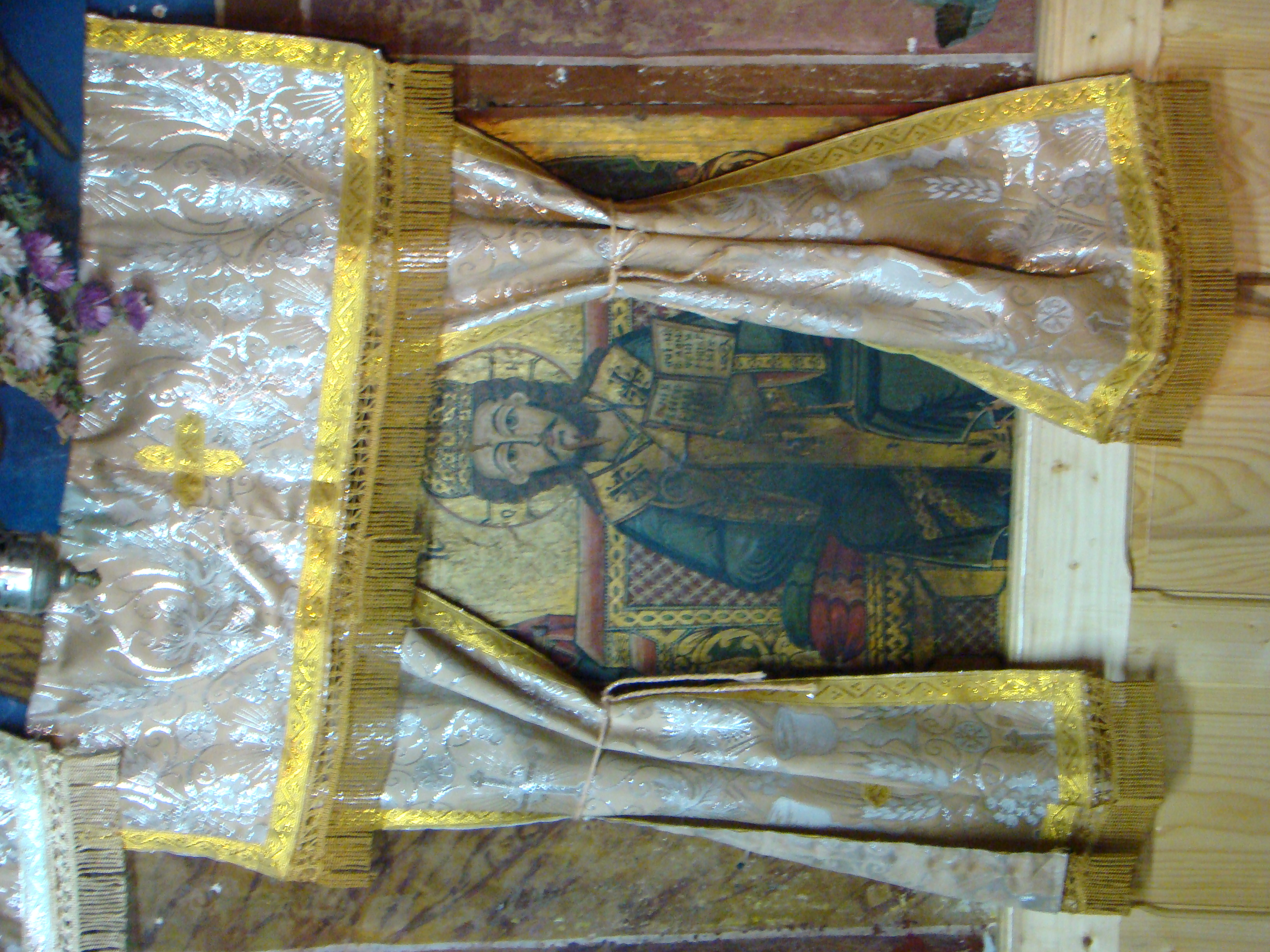
Icoana lui Iisus Hristos din pronaos